# Nagina
Nagina è una suddivisione dell'India, classificata come municipal board, di 71 310 abitanti, situata nel distretto di Bijnor, nello stato federato dell'Uttar Pradesh. In base al numero di abitanti la città rientra nella classe II (da 50 000 a 99 999 persone).

## Geografia fisica
La città è situata a 29° 26' 60 N e 78° 27' 0 E e ha un'altitudine di 221 m s.l.m..

## Società

### Evoluzione demografica
Al censimento del 2001 la popolazione di Nagina assommava a 71 310 persone, delle quali 37 457 maschi e 33 853 femmine. I bambini di età inferiore o uguale ai sei anni assommavano a 12 988, dei quali 6 739 maschi e 6 249 femmine. Infine, coloro che erano in grado di saper almeno leggere e scrivere erano 34 702, dei quali 19 906 maschi e 14 796 femmine.